# Telia Maja
L'immeuble de Telia (estonien : Telia Maja) est un immeuble de grande hauteur construit dans l'arrondissement de Kristiine à Tallinn, en Estonie.

## Présentation
L'immeuble de bureaux est conçu par Neeme Tiimus et Jaan Port.
Sa construction s'est achevé au printemps 2017 puis loué à la société Telia qui y a installé son siège.
L'édifice compte 14 étages et sa superficie locative est de 21 844 m2.
Des bâtiments commerciaux ainsi que des bâtiments résidentiels ont été construits sur la propriété, qui s'appelle le quartier WoHo (Work/Home).

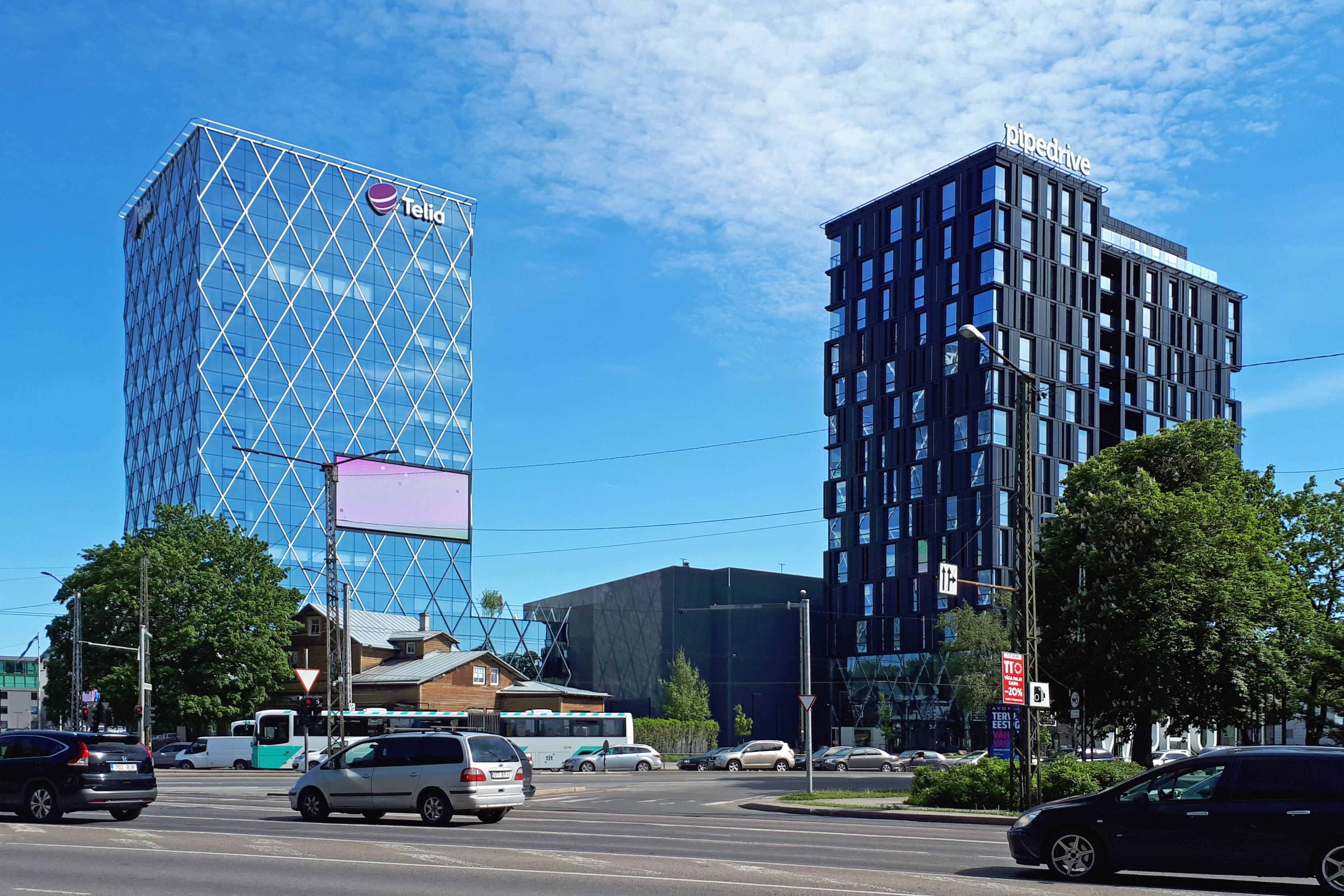
Croisement de Paldiski mnt, Mustamäe tee et Endla tee.